# Glatigny (Moselle)
Glatigny ist eine französische Gemeinde mit 259 Einwohnern (Stand 1. Januar 2022) im Département Moselle in der Region Grand Est (bis 2015 Lothringen). Sie gehört zum Arrondissement Metz.

## Geographie
Glatigny liegt in Lothringen, etwa zwölf Kilometer östlich von Metz und sieben Kilometer südlich von Vigy, auf einer Höhe zwischen 215 und 298 m über dem Meeresspiegel. Das Gemeindegebiet umfasst 6,22 km². 
Durch den Süden des Gemeindegebietes führt die Autoroute A4 (Paris–Straßburg).

## Geschichte
Das Dorf wurde 1192 erstmals als Glatignei erwähnt. Die Ortschaft gehörte früher zum Bistum Metz.
1670 wurde der jüdische Viehhändler Raphaël Lévy aufgrund eines Ritualmordvorwurfs an einem unauffindbaren Christenkind aus Glatigny in Metz verbrannt. Die Gemeinde verhängte einen Bann gegen alle Juden, diese durften den Ort nicht mehr betreten. Dieser Bann wurde 2014 aufgehoben.
Durch den Frankfurter Frieden vom 10. Mai 1871 kam die Region an das deutsche Reichsland Elsaß-Lothringen, und das Kirchdorf wurde dem Landkreis Metz im Bezirk Lothringen zugeordnet. Die Dorfbewohner betrieben Getreide-, Obst- und Weinbau.
Nach dem Ersten Weltkrieg musste die Region aufgrund der Bestimmungen des Versailler Vertrags 1919 an Frankreich abgetreten werden. Im Zweiten Weltkrieg war die Region von der deutschen Wehrmacht besetzt.
1915–1919 und 1940–1944 trug das Dorf den deutschen Namen Glatingen. In Glatigny gibt es keine Kirchen und Kapellen mehr.

### Demographie
| Jahr      | 1962 | 1968 | 1975 | 1982 | 1990 | 1999 | 2007 | 2019 |
| Einwohner | 85   | 89   | 94   | 195  | 220  | 253  | 279  | 259  |

1844 hatte das Dorf noch 282 Einwohner.